# Valiatos del Imperio otomano
Un valiato o vilayato (en árabe: ولاية;, wilāyah‎; en francés: vilaïet) fue una división administrativa de primer orden, o provincia del posterior Imperio otomano, introducida con la promulgación de la ley del Valiato (en turco: Teşkil-i Vilayet Nizamnamesi) de 21 de enero de 1867. La reforma era parte de las reformas administrativas en curso que se estaban promulgando en todo el imperio, y se consagró en el Edicto Imperial de 1856. La reforma se implementó inicialmente en forma experimental en el valiato del Danubio, especialmente formado en 1864 y encabezado por el líder reformista Midhat Pasha. La reforma se implementó gradualmente, y  hasta 1884 no se aplicó a la totalidad de las provincias del Imperio.
En 1885, el control del territorio otomano en Asia Menor estaba dividido en quince valiatos, un sanjacado y un mutasarrifato del valiato de Estambul (ambos estaban en el lado asiático del Bósforo). Cada valiato se dividió en una serie de sanjacados. El Imperio también tenía varios estados vasallos (como el principado de Serbia, el reino de Rumania, el reino de Montenegro, el jedivato de Egipto) que se mantuvieron al margen del sistema provincial.

## Etimología
El término vilayet deriva de la palabra árabe wilayah o wilaya (ولاية) Mientras que en árabe, la palabra wilaya se usa para denotar una provincia, región o distrito sin ninguna connotación administrativa específica, los otomanos la usaban para denotar una división administrativa específica.

## División administrativa

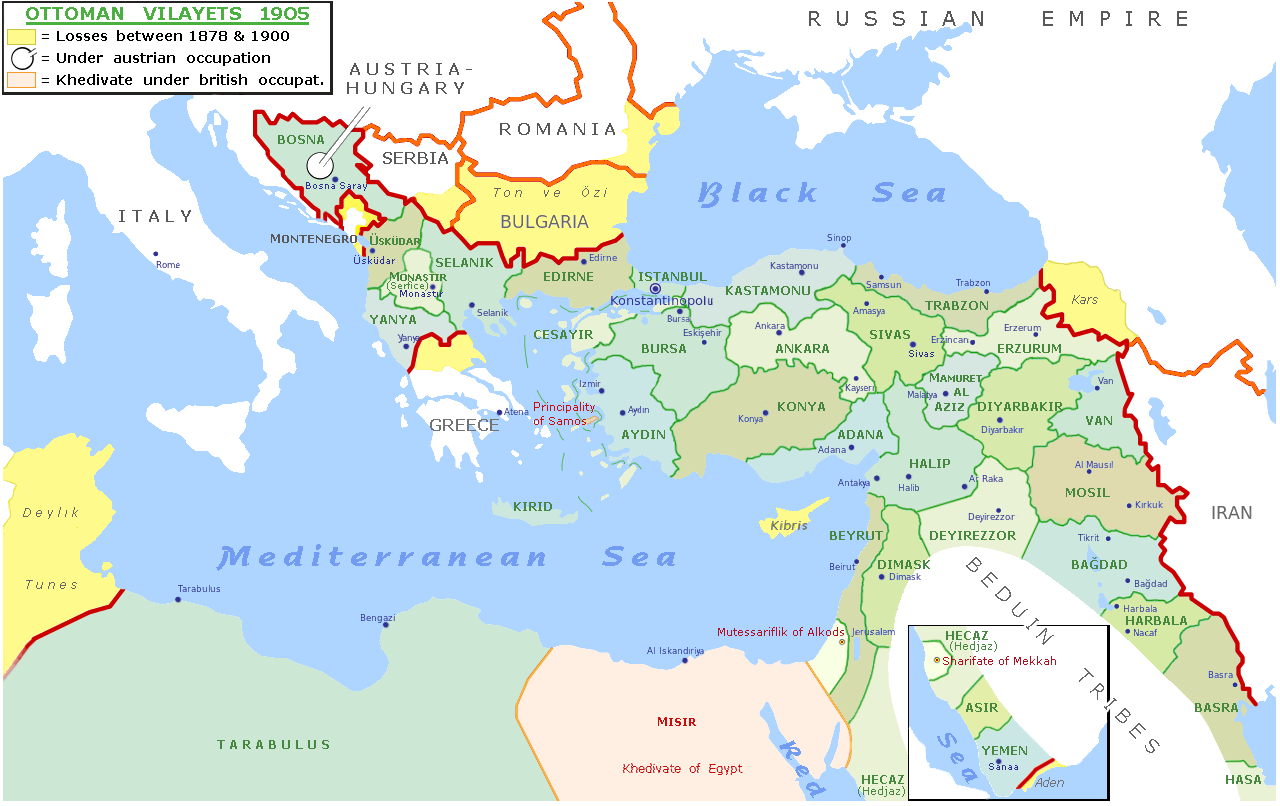
Valiatos en 1905.

El Imperio otomano ya había comenzado a modernizar su administración y regularizar sus provincias (eyalatos) en la década de 1840, pero la Ley de Valiato extendió esto a todo el territorio otomano, con una jerarquía regularizada de unidades administrativas: el valiato, encabezado por un valí, se subdividió en subprovincias (sanjacados o liva) bajo un mutasarrıf, más adelante en distritos (kaza) bajo un kaimakam, y en comunas (nahia) bajo un müdir.
El valí era el representante del sultán en el valiato y, por lo tanto, el jefe supremo de la administración. Estaba asistido por secretarios encargados de finanzas (defterdar), correspondencia y archivos (mektubci),  tratos con extranjeros, obras públicas, agricultura y comercio, nominados por los respectivos ministros. Junto con el presidente del tribunal (mufettiş-i hukkam-i Şeri'a), estos funcionarios formaron el consejo ejecutivo del valiato. Además, había un consejo provincial electo de cuatro miembros, dos musulmanes y dos no musulmanes. El gobernador del sanjacado principal (merkez sanjak),  donde se encontraba la capital del valiato, sustituía al valí en ausencia de este último. Una estructura similar se repetía en los niveles jerárquicos inferiores, con consejos ejecutivos y asesores de los administradores locales y, siguiendo una práctica establecida desde hacía mucho tiempo, los jefes de las diversas comunidades religiosas locales.

## Lista
| Región               | Nombre                        | Turco otomano                              | Sanjacados                                                       | 1861 | 1885 | 1914 | 1918 |
| -------------------- | ----------------------------- | ------------------------------------------ | ---------------------------------------------------------------- | ---- | ---- | ---- | ---- |
| Europa               | Valiato de Bosnia             | Bosna                                      | Bosnia, Izvornik, Hersek, Travnik, Bihke, Novi Pazar (1864-1877) | Yes  | Yes  |      |      |
| Europa               | Valiato de Creta              | Girit                                      | Hanya, Rétino, Kandiye, Sfakiá, Lasithi                          | Yes  | Yes  |      |      |
| Europa               | Valiato del Danubio           | Tuna                                       | Tulcea, Varna, Ruse, Tărnovo, Vidin, Sofía, Niš                  | Yes  | Yes  |      |      |
| Europa               | Provincia de Rumelia Oriental |                                            | Autónomo                                                         | Yes  | Yes  |      |      |
| Europa               | Valiato de Edirne             | Edirne (también llamado Adrianópolis)      | Edirne, Kirklareli, Tekirdağ, Dedeagaç, Gümülcine                | Yes  | Yes  | Yes  |      |
| Europa               | Valiato de Herzegovina        | Hersek                                     | Gacko, Mostar                                                    | Yes  | Yes  |      |      |
| Europa               | Valiato de Ioánina            | Yanya                                      | Iopanina, Ergiri, Preveza, Berat                                 | Yes  | Yes  |      |      |
| Europa               | Valiato de Kosovo             | Kosova                                     | Üsküp, Priştine, İpek, Prizren, Novi Pazar                       | Yes  | Yes  |      |      |
| Europa               | Valiato de Monastir           | Manastır                                   | Monastir, Serfiğe, Dibra, Elbasan, Görice                        | Yes  | Yes  |      |      |
| Europa               | Valiato de Salónica           | Selanik                                    | Salónica, Serres, Drama, Tasos                                   | Yes  | Yes  |      |      |
| Europa               | Valiato de Scutari            | İşkodra                                    | Scutari, Diraç                                                   | Yes  | Yes  |      |      |
| Europa               | Valiato del Archipiélago      | (Cezayir-i Bahr-i Sefid [Akdeniz Adaları]) | Biga, Rodas, Midilli, Sakiz, Lemnos, Chipre                      | Yes  | Yes  |      |      |
| África               | Valiato de Tripolitania       | Trablusu-Garb [Trablusgarp]                | Trablus Garb, Khoms, Celebi-i-Garbi, Fezán, Bengasi              | Yes  | Yes  |      |      |
| África               | Beylicato de Túnez            | Tunus                                      | Beylicato autónomo, gobernado por beys hereditarios              | Yes  | Yes  |      |      |
| Occidente            | Sanjacado de los Dardanelos   |                                            | Independiente                                                    |      | Yes  | Yes  | Yes  |
| Occidente            | Valiato de Estambul           | Istanbul                                   | Estambul, Beyoğlu, Üsküdar, Büyükçekmece                         |      | Yes  | Yes  | Yes  |
| Asia Menor           | Mutasarrifato de İzmit        |                                            |                                                                  |      | Yes  | Yes  | Yes  |
| Asia Menor           | Valiato de Aidin              |                                            | Manisa, Esmirna, Aydın, Denizli y Mentese                        |      | Yes  | Yes  | Yes  |
| Asia Menor           | Valiato de Hüdavendigâr       |                                            | Balıkesir, Bursa, Erdogrul, Kütahya y Afyon                      |      | Yes  | Yes  | Yes  |
| Asia Menor           | Valiato de Konya              |                                            | Burdur, Hamid abad, Atalya, Konya y Nigde                        |      | Yes  | Yes  | Yes  |
| Asia Menor           | Valiato de Kastamonu          |                                            | Bolu, Çankırı, Kastamonu y Sinop                                 |      | Yes  | Yes  | Yes  |
| Asia Menor           | Valiato de Ankara             |                                            | Ankara, Kırşehir, Yozgat y Kayseri                               |      | Yes  | Yes  | Yes  |
| Asia Menor           | Valiato de Adana              |                                            | Icel (Mersin), Adana, Kozan y Osmaniye                           |      | Yes  | Yes  | Yes  |
| Asia Menor           | Valiato de Sivas              |                                            | Sivas, Tokat, Amasya y Şebinkarahisar                            |      | Yes  | Yes  | Yes  |
| Asia Menor           | Valiato de Trebisonda         |                                            | Samsun, Trebisonda, Gümüşhane y Lazistan                         |      | Yes  | Yes  | Yes  |
| Asia Menor           | Valiato de Erzurum            |                                            | Erzurum, Erzincan y Bayezid                                      |      | Yes  | Yes  | Yes  |
| Asia Menor           | Valiato de Bitlis             |                                            | Muş, Genç y Siirt                                                |      | Yes  | Yes  | Yes  |
| Asia Menor           | Valiato de Van                |                                            | Van y Hakkari                                                    |      | Yes  | Yes  | Yes  |
| Asia Menor           | Valiato de Diyarbekir         |                                            | Diyarbekir, Mardin, Ergani y Siverek                             | Yes  | Yes  | Yes  |      |
| Asia Menor           | Valiato de Mamuret-ul-Aziz    |                                            | Mamuret-ul-Aziz, Malatya y Dersim                                | Yes  | Yes  | Yes  |      |
| Arabia y Mesopotamia | Valiato de Hiyaz              | Hicaz                                      | Mekke-i-Mükerreme, Medine-i-Münevvere y Cidde                    | Yes  | Yes  | Yes  |      |
| Arabia y Mesopotamia | Valiato de Yemen              | Yemen                                      | Saná, Al Hudayda, Asir y Taiz                                    | Yes  | Yes  | Yes  |      |
| Arabia y Mesopotamia | Valiato de Mosul              |                                            | Mosul, Kirkuk y Suleymaniyeh                                     | Yes  | Yes  | Yes  |      |
| Arabia y Mesopotamia | Valiato de Bagdad             | Bağdad [Bağdat]                            | Bagdad, Divaniye, Kerbala y Néyed                                | Yes  | Yes  | Yes  |      |
| Arabia y Mesopotamia | Valiato de Basora             | Basra                                      | Amara, Basora, Diwaniya, Muntafiq y Néyed                        | Yes  | Yes  | Yes  |      |
| Arabia y Mesopotamia | Valiato de Alepo              | Haleb [Halep]                              | Alepo, Aintab, Cebelisemaan, Marash, Urfa y Zor                  | Yes  | Yes  | Yes  |      |
| Arabia y Mesopotamia | Sanjacado de Zor              | Deyr-i Zor                                 |                                                                  | Yes  | Yes  | Yes  |      |
| Arabia y Mesopotamia | Valiato de Beirut             | Beirut                                     | Latakia, Trípoli, Beirut, Akka y Nablus                          | Yes  | Yes  | Yes  |      |
| Arabia y Mesopotamia | Valiato de Siria              | (Şam) (también llamado Damasco)            | Damasco, Hama, Hauran y Karak                                    | Yes  | Yes  | Yes  |      |